# A Ferencvárosi TC 1925–1926-os szezonja
A Ferencvárosi TC 1925–1926-os szezonja szócikk a Ferencvárosi TC első számú férfi labdarúgócsapatának egy szezonjáról szól, mely összességében és sorozatban is a 23. idénye volt a csapatnak a magyar első osztályban. A klub fennállásának ekkor volt a 27. évfordulója.

## Mérkőzések
| Színmagyarázat | Színmagyarázat |
| -------------- | -------------- |
|                | Győzelem.      |
|                | Döntetlen.     |
|                | Vereség.       |

### Bajnokság (I. osztály) 1924–25
(előzményét lásd az 1924–25-ös szezonnál)
Országos bajnoki döntő, megismételt mérkőzés
| 1925. augusztus 30. |

| Ferencváros | 1 – 4               | MTK |
| ----------- | ------------------- | --- |
| Palcsek     | (0 – 2) Jegyzőkönyv |     |

| Üllői út, Budapest |

### Bajnokság (I. osztály) 1925–26

#### Őszi fordulók
| 1925. szeptember 6. |

| Ferencváros            | 3 – 1       | Vasas |
| ---------------------- | ----------- | ----- |
| Furmann Palcsek Sándor | Jegyzőkönyv |       |

| Üllői út, Budapest |

| 1925. szeptember 13. |

| Ferencváros  | 3 – 1       | Kispest |
| ------------ | ----------- | ------- |
| Sándor Kohut | Jegyzőkönyv |         |

| Üllői út, Budapest |

| 1925. október 18. |

| Ferencváros                    | 7 – 2       | III. Kerületi TVE |
| ------------------------------ | ----------- | ----------------- |
| Steczovits Sándor Kohut Mácsay | Jegyzőkönyv |                   |

| Üllői út, Budapest |

| 1925. október 25. |

| BEAC | 2 – 2       | Ferencváros      |
| ---- | ----------- | ---------------- |
|      | Jegyzőkönyv | Kohut Steczovits |

| Budapest |

| 1925. november 1. |

| Ferencváros | 0 – 0               | Nemzeti SC |
| ----------- | ------------------- | ---------- |
|             | (0 – 0) Jegyzőkönyv |            |

| Üllői út, Budapest |

| 1925. november 15. |

| Erzsébetfalva TC | 0 – 1       | Ferencváros |
| ---------------- | ----------- | ----------- |
|                  | Jegyzőkönyv | Mácsay      |

| Üllői út, Budapest |

| 1925. november 22. |

| Ferencváros | 0 – 1       | MTK |
| ----------- | ----------- | --- |
|             | Jegyzőkönyv |     |

| Üllői út, Budapest |

| 1925. december 6. |

| Ferencváros                                   | 8 – 0       | VAC |
| --------------------------------------------- | ----------- | --- |
| Varga I Tóth Potya Kevitzky Hungler II Sándor | Jegyzőkönyv |     |

| Üllői út, Budapest |

| 1925. december 8. |

| Ferencváros                                  | 5 – 1       | Törekvés SE |
| -------------------------------------------- | ----------- | ----------- |
| Varga I Steczovits Furmann Pataki Tóth Potya | Jegyzőkönyv |             |

| Budapest |

| 1925. december 13. |

| Ferencváros   | 2 – 0       | 33 FC |
| ------------- | ----------- | ----- |
| Pataki Mácsay | Jegyzőkönyv |       |

| Üllői út, Budapest |

| 1925. december 20. |

| Ferencváros    | 2 – 0       | Újpest |
| -------------- | ----------- | ------ |
| Varga I Mácsay | Jegyzőkönyv |        |

| Üllői út, Budapest |

#### Tavaszi fordulók
| 1926. február 21. |

| 33 FC | 0 – 0               | Ferencváros |
| ----- | ------------------- | ----------- |
|       | (0 – 0) Jegyzőkönyv |             |

| Üllői út, Budapest |

| 1926. február 28. |

| Ferencváros                   | 3 – 1       | Erzsébetfalva TC |
| ----------------------------- | ----------- | ---------------- |
| Tóth Potya Steczovits Varga I | Jegyzőkönyv |                  |

| Üllői út, Budapest |

| 1926. március 7. |

| Vasas | 1 – 4       | Ferencváros |
| ----- | ----------- | ----------- |
|       | Jegyzőkönyv | Sándor      |

| Üllői út, Budapest |

| 1926. március 14. |

| Ferencváros | 0 – 0               | BEAC |
| ----------- | ------------------- | ---- |
|             | (0 – 0) Jegyzőkönyv |      |

| Üllői út, Budapest |

- Az 55. percben, 2 – 2-es állásnál félbeszakadt. A két pontot 0 – 0-ával a Ferencváros kapta. Az FTC góljait Mácsai és Sándor lőtte.

| 1926. március 21. |

| Törekvés SE | 0 – 3       | Ferencváros              |
| ----------- | ----------- | ------------------------ |
|             | Jegyzőkönyv | Steczovits Pataki Sándor |

| Üllői út, Budapest |

| 1926. április 11. |

| Nemzeti SC | 2 – 3       | Ferencváros  |
| ---------- | ----------- | ------------ |
|            | Jegyzőkönyv | Pataki Kohut |

| Üllői út, Budapest |

| 1926. április 18. |

| Kispest | 1 – 4       | Ferencváros              |
| ------- | ----------- | ------------------------ |
|         | Jegyzőkönyv | Steczovits Mácsay Pataki |

| Üllői út, Budapest |

| 1926. május 9. |

| MTK | 1 – 1               | Ferencváros |
| --- | ------------------- | ----------- |
|     | (1 – 1) Jegyzőkönyv | Varga I     |

| Hungária körút, Budapest |

| 1926. május 16. |

| III. Kerületi TVE | 5 – 5       | Ferencváros         |
| ----------------- | ----------- | ------------------- |
|                   | Jegyzőkönyv | Sándor Kohut Pataki |

| Üllői út, Budapest |

| 1926. május 24. |

| VAC | 2 – 1       | Ferencváros |
| --- | ----------- | ----------- |
|     | Jegyzőkönyv | Sándor      |

| Üllői út, Budapest |

| 1926. május 30. |

| Újpest | 3 – 1       | Ferencváros |
| ------ | ----------- | ----------- |
|        | Jegyzőkönyv | Héger       |

| Megyeri út, Újpest |

Országos bajnoki döntő
| 1926. június 10. |

| Ferencváros         | 3 – 0       | Szegedi AK |
| ------------------- | ----------- | ---------- |
| Pataki Kohut Mácsay | Jegyzőkönyv |            |

| Üllői út, Budapest |

Országos bajnoki döntő
| 1926. június 13. |

| Ferencváros                    | 4 – 0               | MVSC |
| ------------------------------ | ------------------- | ---- |
| Steczovits Pataki Sándor Kohut | (2 – 0) Jegyzőkönyv |      |

| Üllői út, Budapest |

#### A végeredmény
| #  | Csapat            | J  | Gy | D  | V  | Rg | Kg | Gk  | P  | Megjegyzés |
| -- | ----------------- | -- | -- | -- | -- | -- | -- | --- | -- | ---------- |
| 1  | Ferencvárosi TC   | 22 | 14 | 5  | 3  | 58 | 24 | +34 | 33 | Bajnok     |
| 2  | MTK               | 22 | 12 | 7  | 3  | 52 | 18 | +34 | 31 |            |
| 3  | Vasas SC          | 22 | 11 | 7  | 4  | 58 | 47 | +11 | 29 |            |
| 4  | Újpesti TE        | 22 | 11 | 5  | 6  | 48 | 29 | +19 | 27 |            |
| 5  | Nemzeti SC        | 22 | 6  | 12 | 4  | 27 | 27 | 0   | 24 |            |
| 6  | Kispest AC        | 22 | 8  | 5  | 9  | 47 | 51 | -4  | 21 |            |
| 7  | III. Kerületi TVE | 22 | 9  | 3  | 10 | 46 | 56 | -10 | 21 |            |
| 8  | 33 FC             | 22 | 5  | 8  | 9  | 25 | 33 | -8  | 18 |            |
| 9  | BEAC              | 22 | 5  | 7  | 10 | 31 | 39 | -8  | 17 | Kiesett    |
| 10 | VAC               | 22 | 3  | 11 | 8  | 24 | 45 | -21 | 17 | Kiesett    |
| 11 | Erzsébetfalva TC  | 22 | 4  | 7  | 11 | 23 | 44 | -21 | 15 | Kiesett    |
| 12 | Törekvés SE       | 22 | 3  | 5  | 14 | 31 | 57 | -26 | 11 | Kiesett    |

### Magyar kupa 1924–25
(előzményét lásd az 1924–25-ös szezonnál)
Elődöntő
| 1925. augusztus 23. |

| Újpest | 3 – 2 (h. u.) | Ferencváros     |
| ------ | ------------- | --------------- |
|        | Jegyzőkönyv   | Palcsek Kelemen |

| Hungária körút, Budapest |

A harmadik helyért
| 1925. október 11. |

| Ferencváros            | 3 – 1       | Kecskeméti AC |
| ---------------------- | ----------- | ------------- |
| Kevitzky Pataki Sándor | Jegyzőkönyv |               |

| Kecskemét |

### Egyéb mérkőzések
| 1925. augusztus 16. |

| Wiener SC | 1 – 3       | Ferencváros        |
| --------- | ----------- | ------------------ |
|           | Jegyzőkönyv | Nikolsburger Kohut |

| Bécs |

| 1925. szeptember 27. |

| Slavia Praha | 3 – 1       | Ferencváros |
| ------------ | ----------- | ----------- |
|              | Jegyzőkönyv | Steczovits  |

| Prága |

| 1926. február 7. |

| Ferencváros, MTK, Nemzeti SC, Vasas vegyes | 3 – 3       | Wiener AC |
| ------------------------------------------ | ----------- | --------- |
| Spitz Pataki Takács II                     | Jegyzőkönyv |           |

| Üllői út, Budapest |

| 1926. február 14. |

| Ferencváros, MTK, Nemzeti SC, Vasas vegyes | 2 – 0       | DFC Prag |
| ------------------------------------------ | ----------- | -------- |
| Szentmiklóssy Himmer                       | Jegyzőkönyv |          |

| Hungária körút, Budapest |

| 1926. március 25. |

| Ferencváros, Újpest vegyes | 1 – 2               | Sparta Praha |
| -------------------------- | ------------------- | ------------ |
| Steczovits                 | (1 – 2) Jegyzőkönyv |              |

| Üllői út, Budapest |

| 1926. március 28. |

| Ferencváros                    | 3 – 0               | Rapid Wien |
| ------------------------------ | ------------------- | ---------- |
| Nikolsburger Sándor Tóth Potya | (1 – 0) Jegyzőkönyv |            |

| Hungária körút, Budapest |

| 1926. április 1. |

| Ferencváros | 1 – 1       | Slavia Praha |
| ----------- | ----------- | ------------ |
| Tóth Potya  | Jegyzőkönyv |              |

| Üllői út, Budapest |

| 1926. április 3. |

| Ferencváros | 2 – 1       | Újpest |
| ----------- | ----------- | ------ |
| Palcsek     | Jegyzőkönyv |        |

| Üllői út, Budapest |

| 1925. november 22. |

| Ferencváros | 0 – 0               | MTK |
| ----------- | ------------------- | --- |
|             | (0 – 0) Jegyzőkönyv |     |

| Üllői út, Budapest |

- Félbeszakadt a 72. percben. A hiányzó 18 percet április 15-én játszották le.

| 1926. április 24. |

| Ferencváros | 0 – 4       | Amateure |
| ----------- | ----------- | -------- |
|             | Jegyzőkönyv |          |

| Hungária körút, Budapest |

| 1926. május 13. |

| Ferencváros, MTK vegyes | 2 – 2       | Arsenal |
| ----------------------- | ----------- | ------- |
| Kohut Braun             | Jegyzőkönyv |         |

| Üllői út, Budapest |

| 1926. június 3. |

| Ferencváros, Hungária, Újpest vegyes | 1 – 4               | Viktoria Žižkov |
| ------------------------------------ | ------------------- | --------------- |
| Steczovits                           | (0 – 3) Jegyzőkönyv |                 |

| Hungária körút, Budapest |

| 1926. június 19. |

| Tennis Borussia | 1 – 3       | Ferencváros |
| --------------- | ----------- | ----------- |
|                 | Jegyzőkönyv | Kohut       |

| Berlin |

| 1926. június 20. |

| Arminia Hannover | 7 – 0       | Ferencváros |
| ---------------- | ----------- | ----------- |
|                  | Jegyzőkönyv |             |

| Hannover |

| 1926. június 22. |

| Werder Bremen | 1 – 3       | Ferencváros                |
| ------------- | ----------- | -------------------------- |
|               | Jegyzőkönyv | Varga I Tóth Potya Furmann |

| Bréma |

| 1926. június 24. |

| Guts–Muths | 3 – 2       | Ferencváros |
| ---------- | ----------- | ----------- |
|            | Jegyzőkönyv | Héger Kohut |

| Drezda |

| 1926. június 27. |

| Rapid Wien | 2 – 2       | Ferencváros       |
| ---------- | ----------- | ----------------- |
|            | Jegyzőkönyv | Sándor Steczovits |

| Bécs |

| 1926. június 29. |

| Pozsony válogatott | 0 – 2       | Ferencváros  |
| ------------------ | ----------- | ------------ |
|                    | Jegyzőkönyv | Héger Sándor |

| Pozsony |

## Külső hivatkozások
- A csapat hivatalos honlapja (magyarul)
- Az 1925–1926-os szezon menetrendje a tempofradi.hu-n (magyarul)